# チャールズ・プリチャード
チャールズ・プリチャード（Charles Pritchard、1808年2月29日 - 1893年5月28日）は、イギリスの天文学者である。1840年王立協会フェロー（FRS）選出。

## 生涯
シュロップシャー州のアルバーベリーに生まれた。ケンブリッジ大学セント・ジョンズ・カレッジを卒業し、グラマースクールの校長を1862年まで務めた。退職後、ワイト島のフレッシュウォーターに移り、王立天文学会の活動に興味を持ち、1862年に名誉理事になり、1866年に会長になった。
天文学者として活動するのは1870年にオックスフォード大学の Savilian教授職に任命されてからで、プリチャードの要求で大学は精度の高い赤道儀を設置し、プリチャードは月の秤動や地軸の章動の研究を行った。1882年に測光観測の観測を始め、「ウェッジ・フォトメーター」を使って、北極から赤緯約-10度までの2784個の恒星の相対光度を測定した。この結果は1885年に発表され、仕事の重要さが認められ、1886年に、王立天文学会ゴールドメダルを受賞した。
その後、恒星の年周視差の研究に天体写真を利用する実験を行い、はくちょう座61番星の視差が、従来の測定によく一致したので、系統的に2等星までの視差を測定し、これらの精密さを要する観測に天体写真による測定が有効であることを示した。1892年に測光の研究と、恒星の視差の研究によって王立協会からロイヤル・メダルを受賞した。